# Carte blanche voor een Blauwbloes
Carte blanche voor een Blauwbloes is het 60ste stripalbum van De Blauwbloezen. De oorspronkelijke Franse titel luidt Carte blanche pour un Bleu. De strip werd getekend door Willy Lambil en het scenario werd geschreven door Raoul Cauvin. Het album werd uitgebracht in 2016 door uitgeverij Dupuis.